# Medalla al treball President Macià
La Medalla al treball President Macià és una distinció que atorga el Govern de la Generalitat de Catalunya com a reconeixement a aquelles persones que hagin destacat per les seves qualitats o mèrits personals o pels serveis prestats en benefici dels interessos generals, dins del món del treball. La distinció de la Placa al treball President Macià s'atorga com a reconeixement a les empreses o organitzacions.
Aquestes medalles i plaques porten el nom del president Francesc Macià i Llussà i van ser creades el 1938 per recompensar mèrits laborals, sigui dels treballadors/ores individuals, sigui de les empreses. La concessió d'aquests guardons és oberta a qualsevol persona o entitat, sempre que hagi estat proposada per un dels departaments de la Generalitat o a instància d'una persona o entitat que desenvolupi activitats empresarials, sindicals, socials o d'altres similars.
La concessió és anual i la relació de persones i d'entitats que reben aquesta distinció es publica al Diari Oficial de la Generalitat de Catalunya.
El disseny original de la medalla condecorativa és obra de Manuel Capdevila i Massana, guanyador del concurs convocat l'any 1981 pel Consell de Disseny de la Generalitat de Catalunya. La versió actual ha estat redissenyada pel també orfebre i joier Manel Capdevila Coral.
La Medalla al treball President Macià és presentada en el seu corresponent estoig juntament amb el botó de solapa que és la rèplica de l'anvers de la medalla. Al revers hi figura el símbol de la Generalitat de Catalunya, el títol de la medalla, el nom i cognoms de la persona distingida i, a la part inferior, l'any corresponent.